# Termination Bliss
Termination Bliss е вторият албум на шведската индъстриъл метъл група Deathstars, издаден през 2006 г. От албума произлизат два сингъла – „Cyanide“ и „Blitzkrieg“.

## Списък на песните
1. „Tongues“ – 3:45
2. „Blitzkrieg“ – 4:04
3. „Motherzone“ – 4:06
4. „Cyanide“ – 3:55
5. „The Greatest Fight on Earth“ – 3:53
6. „Play God“ – 4:09
7. „Trinity Fields“ – 4:22
8. „The Last Ammunition“ – 4:07
9. „Virtue to Vice“ – 3:42
10. „Death in Vogue“ – 4:15
11. „Termination Bliss“ – 3:43

Бонус песни

```
12. „Termination Bliss (Piano Remix)“ – 3:12

13. „Blitzkrieg (Driven on Remix)“ – 5:19
```